# Maija Apine
Maija Apine (n. 4 aprilie 1961, Riga, Republica Sovietică Socialistă Letonă, URSS – d. 21 ianuarie 2017, Letonia) a fost o actriță de teatru și film letonă, care a lucrat la Teatrul de Stat al Tineretului⁠(d) și la Teatrul Nou din Riga.

## Biografie
S-a născut la 4 aprilie 1961. Era fiica istoricei Ilga Apine⁠(d) (1928–2019). A învățat în copilărie la Școala de Muzică nr. 1, iar, după absolvirea liceului, a studiat pentru scurt timp la Facultatea de Filologie⁠(d) a Universității din Letonia⁠(d). A urmat apoi cursurile de teatru de la Facultatea de Cultură și Arte a Conservatorului de Stat „Jāzeps Vītols” din Letonia⁠(d), ca studentă a profesorului Ādolfs Šapiro⁠(d) de la Teatrul de Stat al Tineretului din Riga⁠(d), pe care le-a absolvit în anul 1985, după care a fost angajată ca actriță la Teatrul de Stat al Tineretului.

### Activitatea teatrală
A debutat ca actriță la Teatrul Tineretului din Riga în anul 1985 în rolul soției evreice din piesa Teroarea și mizeriile celui de-al treilea Reich⁠(d) de Bertolt Brecht, pentru care a obținut un premiu la Festivalul „Primăvara Teatrului Baltic” de la Tallinn. Criticii de teatru au remarcat interpretarea ei și au inclus-o printre cei mai străluciți tineri actori letoni, alături de Juri Žagar, Ingūnas Zemzari și Māri Anderson. Succesul critic al debutului ei actoricesc a făcut ca să i se ofere roluri mai dificile. Rolul soției arhitectului din piesa Sniegotie kalni („Munții înzăpeziți”) de Gunārs Priede⁠(d) (r. Ādolfs Šapiro, 1986), în care a jucat alături de Rūdolfs Plēpis, a fost, de asemenea, remarcat de critici precum Guna Zeltiņa care a evidențiat că „drama interioară și înăbușită a dezvăluit în modul cel mai clar tragedia unei personalități creative într-o lume egalizată, Golgota inteligenței, Golgota spiritului uman în general – în orice moment, în orice țară, sub orice regim”. Pentru acest rol Maija Apine a primit în 1997 o diplomă de onoare din partea Ministerului Culturii al Letoniei. A interpretat apoi multe alte roluri printre care Laine din Dzīvais ūdens de Māra Zālīte (1988), Anna din Smaržo sēnes de Gunārs Priede⁠(d) (1988), Gulbe din Neglītais pīlēns de Ādolfs Šapiro⁠(d) (1991). În anul 1988 a devenit membră a Uniunii Lucrătorilor Teatrali din Letonia.
După desființarea Teatrului Tineretului în anul 1992, Maija Apine a devenit actriță a Teatrului Nou din Riga, unde a cooperat cu regizori ca Alvis Hermanis⁠(d), Māra Ķimele⁠(d), Viesturs Kairišs, Vladislavs Nastavševs⁠(d), Lauris Gundars și alții. A jucat peste 30 de roluri pe scena Teatrului Nou, printre care: Polina în Pescărușul de Anton Cehov (r. Alvis Hermanis, 1996), Maria în Tunelul de Ernesto Sábato (r. Viesturs Kairišs, 1996), doamna Moscu în Domnișoara Christina de Mircea Eliade (r. Viesturs Kairišs, 1997), Lady Croom în Arcadia⁠(d) de Tom Stoppard (r. Alvis Hermanis, 1998), Ieviņa în Skroderdienas Silmačos de Rūdolfs Blaumanis (r. Viesturs Kairišs, 1998), Alexandra în Idiotul de Feodor Dostoievski (r. Viesturs Kairišs, 1999), Margarēta în Margarēta de Māra Zālīte (r. Viesturs Kairišs, 2001), Nadīne în Tumšie brieži de Inga Ābele⁠(d) (r. Viesturs Kairišs, 2001), Bufetiera în Revizorul de Nikolai Gogol (r. Alvis Hermanis, 2002), Anna Islayeva în O lună la țară⁠(d) de Ivan Turgheniev (r. Māra Ķimele, 2005), Anu în Tīrā māja de Sāra Rūla (r. Māra Ķimele, 2007), Anna Pavlova în Dzīvais mironis de Lev Tolstoi (r. Māra Ķimele, 2008), precum și rolurile din piesele Tālāk (r. Alvis Hermanis, 2004), Latviešu stāsti (r. Alvis Hermanis, 2004), Fricis Bārda. Dzeja. Ambients (r. Alvis Hermanis, 2006), Zilākalna Marta (r. Alvis Hermanis, 2009), Rambuku de Jon Fosse (r. Romāns Birmanis, 2009), Kapusvētki (r. Alvis Hermanis, 2010) și Boms pret Boru (r. Maija Apine, 2011). Cel mai valoros rol al ei din ultimii ani de viață a fost rolul Iraidei Lvovna Verbina din dramatizarea romanului Peldošie — ceļojošie al lui Mihail Kuzmin (r. Vladislavs Nastavševs, 2014).
Apine a pus în scenă la Teatrul Nou din Riga cinci spectacole: Parsifals jeb Sv. Grālu meklējot (1999), Kā rīsa lauks, tik liela pasaule de Arvis Kolmanis⁠(d) (2000), Cilvēks, kurš bija Ceturtdiena după G.K. Chesterton (2004), Boms pret Boru (2011) și Mīļais melis. Ne šovs (2014). Implicarea ei în activitatea regizorală s-a datorat, potrivit mărturisirii sale într-un interviu cu Ieva Struka (Teātra Vēstnesis, nr. 4/2014), dorinței de a putea vorbi mai liber despre unele subiecte importante: „Bănuiesc că fiecare persoană are un moment în care vrea să se ridice la un nivel mai înalt/mai profund de conștiință și să înceapă să pună astfel de întrebări. Un astfel de spectacol este un risc și o nebunie, dar la un moment dat am început să mă gândesc de ce nu aș putea să vorbesc deschis despre ceea ce mă interesează în teatru. Desigur, asta o facem deja tot timpul, dar hai să încercăm o dată, fără să ne ascundem în spatele personajelor, în spatele intrigii, în spatele metaforelor”.
Activitatea sa artistică i-a adus alte nominalizări și premii: nominalizare la premiul Spēlmaņu nakts⁠(d) pentru cea mai bună actriță pentru rolul principal din piesa Margarēta de Māra Zālīte (2001) și rolul Emma din piesa Jaunākā braša vasara de Gunārs Priede⁠(d) (2001), precum și pentru cea mai bună interpretare feminină într-un spectacol de teatru radiofonic pentru rolul Dina din adaptarea radiofonică a piesei Dzelzszāle de Inga Ābele⁠(d) (2003).

### Activitatea cinematografică
Maija Apine a jucat, de asemenea, în câteva filme de cinema precum Dubultnieks⁠(d) (1986), Viktorija⁠(d) (1988), Dzīvīte⁠(d) (1989), Baiga vasara⁠(d) (2000), Labās rokas⁠(d) (2001), Pa ceļam aizejot⁠(d) (2001), Ķīlnieks⁠(d) (2006) și Golfa straume zem ledus kalna⁠(d) (2012). A interpretat, de asemenea, rolul Mariei în serialul TV Likteņa līdumnieki⁠(d) (2002), care a fost unul dintre cele mai populare roluri ale sale, și a jucat și în serialul polițist rusesc Каменская⁠(d) (2002). Interpretarea Natālijei Muntere, soția ministrului de externe Vilhelms Munters, în filmul Baiga vasara⁠(d) (2000) i-a adus o nominalizare la Premiul „Lielais Kristaps⁠(d)” pentru cea mai bună actriță la Festivalul Național al Filmului Leton.
În afara activității teatrale și cinematografice, Maija Apine a fost cunoscută ca o muziciană talentată și a interpretat timp de mai bine de zece ani cântece proprii în cadrul unor concerte pe care le-a susținut împreună cu Jēkabs Niemans și Gidons Grīnbergs.

### Moartea
Actrița Maija Apine a murit la 21 ianuarie 2017.

## Activitatea teatrală (selecție)
- Anton Cehov: Pescărușul — Polina Andreevna
- Feodor Dostoievski: Idiotul — Alexandra Ivanovna, sora Aglaiei
- Mircea Eliade: Domnișoara Christina — doamna Moscu
- Nikolai Gogol: Revizorul — hangița
- Ernesto Sábato: Tunelul — Maria
- Tom Stoppard: Arcadia — Lady Croom
- Lev Tolstoi: Cadavrul viu — Anna Pavlova
- Ivan Turgheniev: O lună la țară⁠(d) — Anna Islaieva

## Filmografie
- Dubultnieks⁠(d) (1986, URSS) — Iveta
- Viktorija⁠(d) (1988, URSS) — Viktorija
- Dzīvīte⁠(d) (1989, URSS) — soția lui Krišjānis Valdemārs⁠(d)
- Baiga vasara⁠(d) (2000, Letonia) — Natālija Muntere, soția ministrului de externe Vilhelms Munters
- Labās rokas⁠(d) (2001, Letonia–Estonia) — Oksana
- Pa ceļam aizejot⁠(d) (2001, Letonia)
- Likteņa līdumnieki⁠(d) (2002, Letonia, serial TV) — Marija Paspārne
- Каменская⁠(d)-2 (2002, Rusia, serial TV) — Veronika Lebedeva, văduva profesorului
- Ķīlnieks⁠(d) (2006, Letonia–Estonia–Slovenia)
- Пелагия и белый бульдог⁠(d) (2009, Rusia, serial TV) — Miss Wrigley (8 episoade)
- Раскол⁠(d) (2011, Rusia, serial TV)
- Golfa straume zem ledus kalna⁠(d) (2012, Letonia–Rusia–Malta–Austria) — Femeie cu pene (1664)